# Kosztándi Katalin
Kosztándi B. Katalin (Bálint Katalin; Kosztándi Jenőné) (Székelyvarság, 1935. január 2. – Kézdivásárhely, 2018. június ) erdélyi magyar festőművész, grafikus.

## Életpályája
1952-ben diplomázott a székelyudvarhelyi tanítóképző hallgatójaként, majd a kolozsvári Ion Andreescu Képzőművészeti Főiskola hallgatójaként végezte el felsőfokú művészeti tanulmányait; mesterei Kádár Tibor és Mohi Sándor voltak. 1957-ben Kézdivásárhelyen telepedett le, ahol rajztanárként dolgozott. 1970-ben létrehozták a Nagy Mózes Elméleti Líceumban működő rajztagozatot.
Tájképei és kompozíciós művei akvarellek és szénrajzok. Alkotásainak visszatérő témáját szülőföldjének épített és természeti örökségei adták.

## Kiállításai
| - 1976, 1982, 2010 Kézdivásárhely - 1984 Kolozsvár - 1986 Sepsiszentgyörgy - 1996, 2005 Budapest - 2004 Gyergyószentmiklós - 2006 Tatabánya | - 1974–1976, 1978, 1984, 2008, 2011 Kézdivásárhely - 1977, 1985–1987, 2001–2002, 2009 Sepsiszentgyörgy - 1978 Kolozsvár - 1979, 1981 Brassó - 1990 Budapest - 1994 Székesfehérvár, Szentes, Szentendre, Mezőhegyes, Marosvásárhely - 1998 Székesfehérvár - 2000 Szentendre - 2002 Kovászna |

## Díjai
- Erdély Művészetéért Alapítvány, II. díj, Budapest (1991)
- Magyar Arany Érdemkereszt (2014)[3]
- Háromszék Kultúrájáért életműdíj (2015)[4]